# Anosia leucogyne
Anosia leucogyne är en fjärilsart som beskrevs av Butler 1884. Anosia leucogyne ingår i släktet Anosia och familjen praktfjärilar. Inga underarter finns listade i Catalogue of Life.